# Aphixay Thanakhanty
Aphixay Thanakhanty (laotisch: ອາພີໄຊ ທານະຂັນຕີ; * 15. Juli 1998 in Savannakhet) ist ein laotischer Fußballspieler.

## Karriere

### Verein
Aphixay Thanakhanty steht seit mindestens 2019 beim Young Elephants FC in der laotischen Hauptstadt Vientiane unter Vertrag. Wo er vorher gespielt hat, ist unbekannt. 2020 und 2022 gewann er mit dem Verein den Lao FF Cup. Am Ende der Saison 2022 und 2023 feierte er mit den Elephants den Gewinn der laotischen Meisterschaft.

### Nationalmannschaft
Aphixay Thanakhanty spielt seit 2018 in der laotischen Nationalmannschaft. Sein Debüt im Nationalteam gab er im Rahmen der Südostasienmeisterschaft am 8. November 2018 im Gruppenspiel gegen Vietnam.

## Erfolge
Young Elephants FC
- Laotischer Meister: 2022, 2023
- Laotischer Pokalsieger: 2020, 2022